# Moradabad
Moradabad (en hindi: मुरादाबाद Muradabad; en urdu: مراداباد‎ Moradabad) es una ciudad y una corporación municipal en el distrito de Moradabad, en el Estado de Uttar Pradesh (India). Se encuentra a 167 kilómetros de la capital del país, Nueva Delhi, a orillas del río Ramganga (un afluente del Ganges). Es la sede administrativa del distrito Moradabad.
Fue establecida en 1600 por el príncipe Murad Baksh (hijo del emperador mogol Shah Yaján, y mandado matar en 1661 por su hermano Aurangzeb), como resultado, la ciudad llegó a ser conocida como Muradabad. Fue refundada en 1625 por Rustam Khan, quien construyó la fortaleza que domina la orilla del río, y la hermosa Jama Masjid (‘mezquita mayor’, de 1631).
En 1776 fue adquirida por el estado Sahaspur-Bilari, que gobernó la ciudad.
De acuerdo con los datos del censo de 2001, el distrito Moradabad es uno de los varios distritos de mayoría musulmana.
La ciudad es famosa por sus enormes exportaciones de artesanías de bronce a América del Norte de Europa y en todo el mundo, y es por tanto, también llamada "Ciudad de Bronce" o Pītal Nagarī (en el idioma local). La ciudad tiene la distinción de ser el mayor exportador de artesanías en el país. Cuenta con cerca de un millón de ciudadanos de distintas etnias y religiones.
Históricamente, Moradabad fue una ciudad y distrito de la India británica, en la división Bareilly de las Provincias Unidas de Agra y Oudh; en la actualidad es una sede de las divisiones. Tiene una estación en el ferrocarril Oudh y Rohilkhand, 1397 kilómetros de Calcuta.
En 1901 tenía una población de 75.128 habitantes.
La ciudad constituye un gran centro del comercio de productos del campo. Cuenta con una industria especial en ornamentos de latón, a veces recubierto de laca o de estaño, que luego se graba. También se produce algodón tejido e impreso.
Cerca de Moradabad se encuentran varios pueblos:
- Amroha
- Sahaspur
- Bilari
- Sambhal (39.715 hab.)
- Chandausi (25.711 hab.)

## Demografía
Según el censo de 2001, Moradabad tiene 641.240 habitantes: 53% de varones y 47% de mujeres.
Tiene un alfabetismo de 74% (más alto que el alfabetismo del país, que es de 59,5%).
El alfabetismo masculino es 82% y el femenino 66%.
En Moradabad, el 15% de la población tiene menos de 6 años de edad.